# AEGON Pro Series Foxhills 2009
L'AEGON Pro Series Foxhills 2009 (Great Britain F11 Futures 2009) è stato un torneo di tennis facente parte della categoria ITF Men's Circuit nell'ambito dell'ITF Men's Circuit 2009. Il torneo si è giocato a Foxhills in Gran Bretagna dal 3 al 9 agosto 2009 su campi in cemento.

## Vincitori

### Singolare
Ivo Klec ha battuto in finale  Morgan Phillips con il punteggio di 6–4, 6–3

### Doppio
Tim Bradshaw /  Dominic Inglot hanno battuto in finale  Jamie Baker /  Chris Eaton con il punteggio di 4–6, 7–6(2), [10–3]